# デュ・バル特異点
代数幾何学において単純曲面特異点（英：simple surface singlarity）、クライン特異点（英：Kleinian singlarity）、もしくは有理二重点（英：rational double point）とも呼ばれるデュ・バル特異点（英：du Val singlarity）は複素曲面の孤立特異点である。ADE分類のタイプのディンキン図形に二重な交差のパターンをもち、滑らかな有理曲線の木をもったその特異点の置き換えによって得られる最小特異点解消（英：minimal resolution）をもつ、平面の二重分岐被覆によってそれはモデル化される。それらは二次元の標準特異点（または、同値的に、有理ゴレンスタイン特異点（英：rational Gorenstein singularity））である。それらはPatrick du Val (1934a, 1934b, 1934c)とフェリックス・クラインによって研究された。
二項正多面体群として知られるSU(2)の有限部分群（英：finite subgroup）に同等の、SL2(C)の有限部分群による、{\displaystyle \mathbb {C} ^{2}}の商としてもデュ・バル特異点は現れる。これらの有限群の作用の不変多項式の環（英：ring of invariant polynomial）はクラインによって計算され、そして本質的にその特異点の座標環である；これは古典的な不変式論の帰結である。

## 分類

ADE分類の形の、単結線のディンキン図形（英：simply laced Dinkin diagram）としてデュ・バル特異点は分類される。

（解析的に同型なものとして）次のようにデュ・バル特異点は有り得る：
- An : {\displaystyle w^{2}+x^{2}+y^{n+1}=0}
- Dn : {\displaystyle w^{2}+y(x^{2}+y^{n-2})=0\qquad (n\geq 4)}
- E6 : {\displaystyle w^{2}+x^{3}+y^{4}=0}
- E7 : {\displaystyle w^{2}+x(x^{2}+y^{3})=0}
- E8 : {\displaystyle w^{2}+x^{3}+y^{5}=0}。